# Geraint Williams
Geraint Williams, né le 5 janvier 1962 à Treorchy (pays de Galles), est un footballeur gallois, qui évoluait au poste de milieu défensif aux Bristol Rovers, à Derby County, à Ipswich Town et à Colchester United ainsi qu'en équipe du pays de Galles.
Williams ne marque aucun but lors de ses treize sélections avec l'équipe du pays de Galles entre 1988 et 1996.

## Palmarès

### En équipe nationale
- 13 sélections et 0 but avec l'équipe du pays de Galles entre 1988 et 1996

### Avec Derby County
- Vainqueur du Championnat d'Angleterre D2 en 1987